# Dinó (historiador)
Dinó (en llatí Deinon o Dinon, en grec antic Δείνων o Δίνων) fou el pare de Clitarc, l'historiador de l'expedició d'Alexandre el Gran. Va viure al segle iv aC.
Va escriure una història de Pèrsia (Περσικά Les pèrsiques) a la que fa referència Corneli Nepos, i diu que era l'autoritat més fiable sobre el tema. Plini el Vell diu que era extraordinàriament crèdul.
Molts autors de l'antiguitat citen l'obra Les pèrsiques, entre ells Ateneu de Nàucratis, Claudi Elià, Diògenes Laerci i Plutarc.